# Вотертаун (Висконсин)
Вотертаун (енгл. Watertown) град је у америчкој савезној држави Висконсин.

## Демографија
По попису из 2010. године број становника је 23.861, што је 2.263 (10,5%) становника више него 2000. године.
| Група             | 2000.          | 2010.          |
| Белци             | 20.122 (93,2%) | 21.424 (89,8%) |
| Афроамериканци    | 55 (0,3%)      | 196 (0,8%)     |
| Азијати           | 131 (0,6%)     | 187 (0,8%)     |
| Хиспаноамериканци | 1.067 (4,9%)   | 1.731 (7,3%)   |
| Укупно            | 21.598         | 23.861         |